# Örklingen
Örklingen är en sjö i Mora kommun i Dalarna och ingår i Dalälvens huvudavrinningsområde. Sjön har en area på 0,574 kvadratkilometer och ligger 266,1 meter över havet. Sjön avvattnas av vattendraget Vanån.

## Delavrinningsområde
Örklingen ingår i det delavrinningsområde (674692-140908) som SMHI kallar för Utloppet av Örklingen. Medelhöjden är 271 meter över havet och ytan är 1,65 kvadratkilometer. Räknas de 174 avrinningsområdena uppströms in blir den ackumulerade arean 2 011,34 kvadratkilometer. Vanån som avvattnar avrinningsområdet har biflödesordning 3, vilket innebär att vattnet flödar genom totalt 3 vattendrag innan det når havet efter 359 kilometer. Avrinningsområdet består mestadels av skog (50 procent) och sankmarker (12 procent). Avrinningsområdet har 1,11 kvadratkilometer vattenytor vilket ger det en sjöprocent på 23,2 procent.